# 24a Mostra Internacional de Cinema de Venècia
La 24a Mostra Internacional de Cinema de Venècia va tenir lloc del 24 d'agost al 7 de setembre de 1963.

## Jurat
- Arturo Lanocita (Itàlia) (president)[2]
- Sergei Geràssimov (URSS)
- Lewis Jacobs (EUA)
- Hidemi Kon (Japó)
- Claude Mauriac (França)
- Guido Aristarco (Itàlia)
- Piero Gadda Conti (Itàlia)

## Pel·lícules en competició
| Títol original                 | Director(s)          | País de producció |
| ------------------------------ | -------------------- | ----------------- |
| Mare matto                     | Renato Castellani    | Itàlia            |
| Le mani sulla città            | Francesco Rosi       | Itàlia            |
| Dragées au poivre              | Jacques Baratier     | França            |
| Ningen                         | Kaneto Shindô        | Japó              |
| Omicron                        | Ugo Gregoretti       | Itàlia            |
| Milczenie                      | Kazimierz Kutz       | Polònia           |
| Bolxaia doroga                 | Iuri Ozerov          | Unió Soviètica    |
| The Cool World                 | Shirley Clarke       | Estats Units      |
| Billy Liar                     | John Schlesinger     | Regne Unit        |
| Le feu follet                  | Louis Malle          | França            |
| Hud                            | Martin Ritt          | Estats Units      |
| Muriel ou le Temps d'un retour | Alain Resnais        | França            |
| Nunca pasa nada                | Juan Antonio Bardem  | Espanya           |
| The Servant                    | Joseph Losey         | Regne Unit        |
| Tengoku to Jigoku              | Akira Kurosawa       | Japó              |
| Tom Jones                      | Tony Richardson      | Regne Unit        |
| El Verdugo                     | Luis García Berlanga | Espanya           |
| Vstupliènie                    | Igor Talankin        | Unió Soviètica    |
| Zlaté kapradí                  | Jiří Weiss           | Txèquia           |

## Premis
- Lleó d'Or:
  - Le mani sulla città (Francesco Rosi)
- Premi Especial del Jurat:
  - Le feu follet (Louis Malle)
  - Vstuplijenije (Igor Talankin)
- Copa Volpi:
  - Millor Actor - Albert Finney (Tom Jones)
  - Millor Actriu - Delphine Seyrig (Muriel)
- Millor primer treball
  - En söndag i september (Jörn Donner)
- Millor curtmetratge
  - The War Game (Mai Zetterling)
- Premi FIPRESCI 
  - El verdugo (Luis García Berlanga)
- Premi OCIC 
  - Hud (Martin Ritt)
- Premi Pasinetti 
  - Le feu follet (Louis Malle)
  - Seccions Paral·leles - Il terrorista (Gianfranco De Bosio)
- Lleó de San Marco - Gran Premi
  - Millor documental - Zablácené mesto (Václav Táborsky)